# Шрикантадатта Нарасимхараджа Водеяр
Шрикантадатта Нарасимхараджа Водеяр (20 февраля 1953 — 10 декабря 2013) — титулярный 26-й махараджа Княжества Майсур (1974—2013), единственный сын Джаячамараджендра Водеяра (1919—1974), последнего правящего махараджи Майсура (1940—1950).
Шрикантадатта Водеяр избирался депутатом парламента от округа Майсур. Он был модельером и продвигал продажу Майсурских шелковых сари под своим брендом Royal Silk of Mysore. Во второй половине 20-го века индийская шёлковая промышленность на юге была возрождена и штат Майсур стал главным производителем шёлка в Индии.

## Происхождение

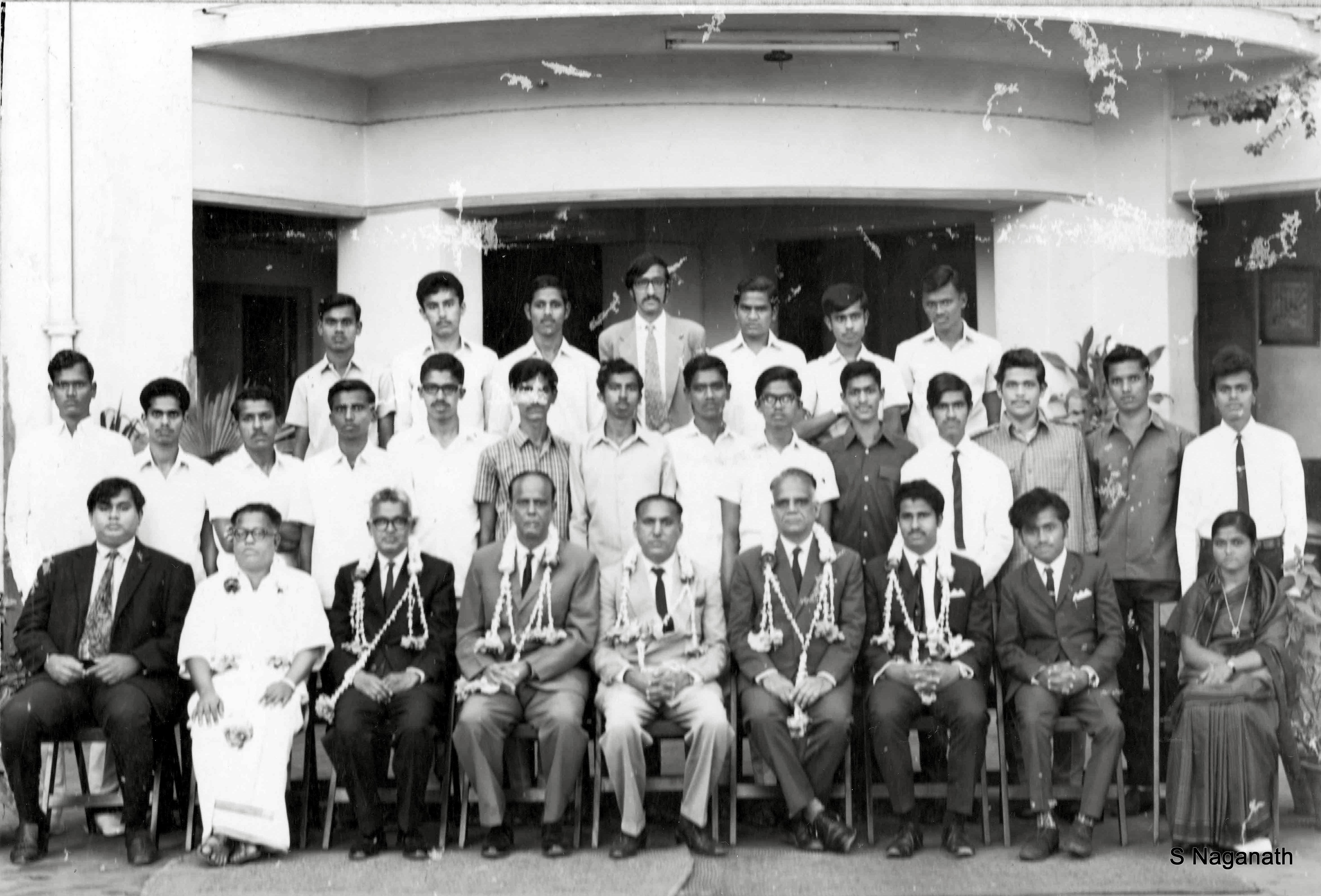
Шрикантадатта Нарасимхараджа Водеяр среди студентов и преподавателей Манаса-Ганготри, университет Майсура, 1972 год

Родился 20 февраля 1953 года в Майсуре (штат Майсур, Индия). Единственный сын Махараджи Джаячамараджендры Водеяра и его второй жены, Махарани Трипура Сундари Аммани. Шрикантадатта Вадияр сменил своего отца на посту главы династии Водеяров после смерти отца 9 сентября 1974 года.
Он продолжал традиционные обычаи королевской семьи с 1974 года до своей смерти 10 декабря 2013 года. Жена Шрикантадатты Водеяра, Прамода Деви Водеяр, усыновила Ядувира Гопалраджа Урса, который был переименован в Ядувира Кришнадатту Чамараджу Водеяра, как её сын, 23 февраля 2015 года.

## Образование
Шрикантадатта Водеяр учился в частной королевской школе при Майсурском дворце и завершил свое среднее школьное образование в 1967 году. Он брал уроки верховой езды в государственной школе верховой езды в Майсуре.
За ним ухаживали английская и англо-индийская няни. Мистер Уотса был наставником для него в течение его первых годов. В 1968 году он поступил в колледж Махараджи в Майсуре, затем с 1969 по 1972 год учился в университете Майсура, где получил степень бакалавра искусств, специализируясь на английской литературе и политических науках. Его вторым предметом была социология. Его вторым языком был каннада, который преподавал профессор К. Венкатарамаппа. Он получил степень магистра политических наук в Манаса-Ганготри, университет Майсура, с 1972 по 1974 год. Он изучал курс права в качестве студента Открытого университета.
На протяжении всей своей карьеры в колледже Шрикантадатта Водеяр был заядлым игроком в крикет и имел коллекцию крикетных бит, подписанных международными игроками в крикет. Он также изучал западную классическую музыку и классическую ркарнатическую музыку. В юности он тоже изучал Веды. Он был награжден золотой медалью за получение первого звания магистра искусств в области политических наук. Его жена, Прамода Деви Водеяр, является аспирантом на хинди.

## Личная жизнь

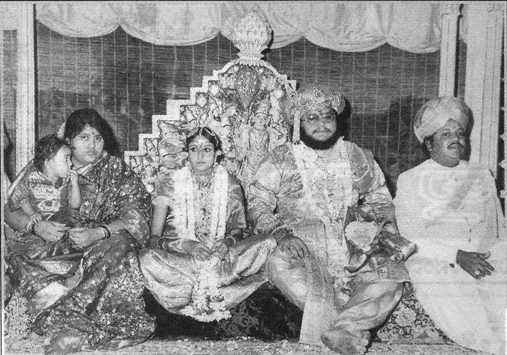
Свадьба Шрикантадатты Водеяра и Прамоды Деви, 1976 год

Его любовь к крикету привела его к капитану команды Майсурского университета, а позже побудила его принять участие в руководстве Государственной Ассоциацией крикета штата Карнатака в качестве ее президента.
8 февраля 1976 года в Бангалоре Шрикантадатта Водеяр женился на Прамоде Деви Водеяр (род. 27 октября 1954), которая происходила из семьи Беттада-Котэ штата Майсур. У них не было детей. Хотя Шрикантадатта Водеяр никогда не имел никакого юридического или официального титула, связанного с его ролью главы бывшей царской семьи, люди относились к нему с уважением, как к махарадже.
У Шрикантадатты Водеяра было пять сестер: принцессы Гаятри Деви (1946—1974), Минакши Деви (1951—2015), Камакши Деви (род. 1954), Индракши Деви (род. 1956) и Вишалакши Деви (1962—2018).
Он прославлял королевскую традицию Майсур Дасара, выполняя все ритуалы, которые проводились его предками-правителями бывшего княжеского государства Майсур. Он проводил хасги (частный/специальный) Дурбар во время празднеств, где он вступал на золотой трон в зале Амба Вилас Майсурского дворца
.

## Политическая карьера
Шрикантадатта Водеяр несколько раз был членом Индийского национального конгресса. Он шесть раз участвовал в выборах в парламент, представляя парламентский округ Майсура. Он выиграл четыре раза в качестве члена INC и дважды проиграл; один раз как кандидат партии Бхаратия Джаната (БДП) и еще раз в качестве кандидата от партии Конгресса.
В 1984 году Шрикантадатта Водеяр впервые баллотировался на выборах в Лок-Сабха от партии Индийского национального конгресса и победил независимого кандидата К. П. Шантамурти. Он присоединился к БДП в 1991 году, но проиграл выборы в Когрессе Чандрапрабхе Урсу. Он вернулся в партию Конгресса и выиграл выборы в Лок-Сабха в 1996 и 1999 годах, но проиграл выборы в Лок-Сабху в 2004 году.

## Смерть
10 декабря 2013 года Шрикантадатта Водеяр скончался от остановки сердца в возрасте 60 лет в больнице Викрам, Бангалор. Он был кремирован со всеми государственными почестями в Мадху Ване, месте захоронения королевской семьи. В день его кончины весь город Майсур добровольно закрыл свой бизнес в знак уважения. Правительство штата Карнатака объявило двухдневную траурную церемонию и государственный правительственный праздник. Кроме того, освещение Майсурского дворца Амба Вилас было выключено на тринадцать дней в знак скорби. Его оплакивала жена Прамода Деви Водеяр.

## Наследие
Шрикантадатта Водеяр скончался, не отставив наследника. Во время королевских торжеств Дасара 2014 года его племянник Чадуранга Кантхарадж Урс выполнил ритуалы, в то время как «хасги» дурбар проводился путем размещения на троне «Паттада Катти» (королевский меч)
.
Ассоциация крикета штата Карнатака, президентом которой Шрикантадатта Водеяр был избран всего за несколько дней до своей смерти, назвала турнир Премьер-Лиги Карнатаки в его честь. Юбилейный крикетный стадион Майсурского университета, позже известный как крикетная площадка Gangotri Glades, был назван в памяти Шрикантадатты Водеяра . Была изготовлена песчаная скульптура Шрикантадатты Водеяра. Восковую скульптуру махараджи сделал скульптор Шреджи Бхаскаран.
В 2014 году India Posts выпустила специальную обложку, изображающую частный дурбар Шриканнтадатты Водеяра.
Его жена Прамода Деви Водеяр стала его преемницей и законной наследницей. В феврале 2015 года она усыновила Ядувира Гопалраджа Урса (род. 1992), внучатого племянника Шрикантадатты Водеяра, как своего сына и переименовала его в Ядувира Кришнадатту Чамараджу Водеяра. Она провела церемонию помазания своего сына, тем самым поручив ему проводить и продолжать религиозные ритуалы в соответствии с обычаями семьи Водеяров.

## Атеизм
Шрикантадатта Нарасимхараджа Водеяр сказал в интервью, что он был атеистом в течение короткого периода. Затем он вернулся к своим индуистским теистическим принципам.